# ニコラ・フラメル

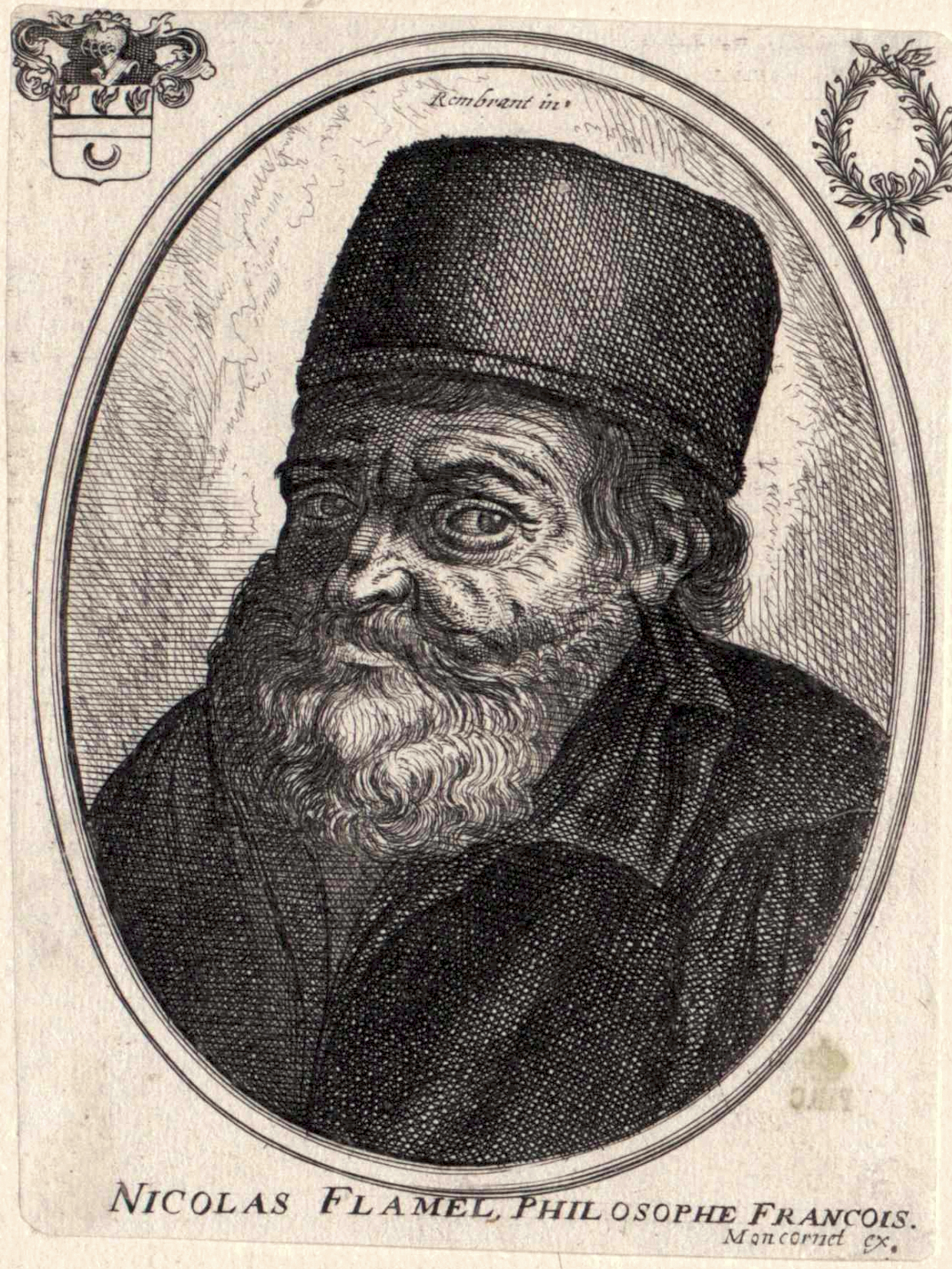
ニコラ・フラメル

ニコラ・フラメルまたはニコラス・フラメル（Nicolas Flamel, 1330年 - 1418年3月22日）は、フランスの出版業者。錬金術にも関係し、金属変成や賢者の石の製造に成功したという伝説がある。多数の錬金術書の著者であるとされる。フラメルが1407年にパリ（現在のパリ3区）に建てた家（オスピス）は現在もパリで最も古い建物として残されている。

## 伝説
フラメルは異国人から、ギリシャ語とヘブライ語で書かれた「アブラハムの書」なるカバラの秘法書を得ていたとされている。彼は1379年、この秘法書の内容を解読するため、スペインのサンティアゴ・デ・コンポステーラへの巡礼におもむき、アンダルシアの大学でユダヤ人の師のカンシュに学んでこの秘法書に書かれた奥義を獲得した。
21年間かけてカンシュとカバラの秘宝書をほとんど解読した時カンシュが死亡した。
スペインから帰国後は、旅の間に得た錬金術の技術によって財を成し、教会や病院、礼拝堂などへの多くの援助を行った。こうした寄進や慈善事業の記録など、フラメルの実在を証明する文献資料が現在も残されている。
フラメルがパリのサン・ジノサン墓地に寄進したアーケードに彫刻されている錬金術の寓意図は後世にも頻繁に引用されるなど、彼の著作は古典として多くの錬金術師に尊重されていた。賢者の石の製造により不死となったという伝説も残されている。
フラメルの妻ペレネレ（ペレネル）も、夫とともに錬金術作業を行ったことで知られる。中世以降の欧州で錬金術作業に女性が関わることは稀であった（実際多くの場において関与を禁じられていた）ことから、フラメル夫人は希有な例とされている。

## 実在のフラメルについての研究

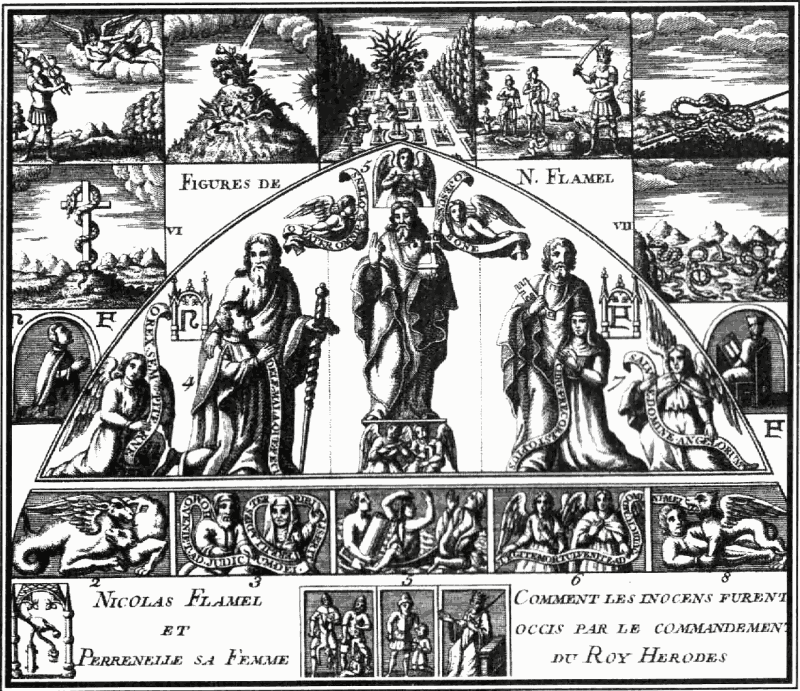
パリ市内のサン・ジノサン墓地に寄進した錬金術の寓意図（18世紀に取り壊されたレリーフの模写）

上記のような錬金術師としてのフラメル像は主に『象形寓意図の書』の記載に基づき、このような伝説や、フラメルが記したとされる錬金術書は17世紀～18世紀にかけて広く伝えられるようになった。
しかし後年の研究により、『象形寓意図の書』をはじめとする錬金術書は、17世紀以降に作成された偽書であるという説が提起され、近年では多くの検証の結果、パリに実在した出版業者フラメルが錬金術に関わっていたという証拠はないという見解が評価を得ている。
最も初期にフラメル錬金術師伝説への疑義を示したのは18世紀、サン・ジャック・ド・ラ・ブーシュリ教会のヴィラン修道士で、1761年にニコラ・フラメル（ニコラス・フラメル）についての批判的評伝を出版している。ヴィラン師は教会等に残されたフラメルの記録等から、『象形寓意図の書』の記載は実在のフラメルによる記述の特徴を備えておらず、記述内容も実在のフラメルの時代に合わないといった点を指摘した。
しかしヴィラン師は錬金術に批判的な立場からこの説を主張したため、アヴィニヨンのヘルメス哲学者ドン・ペルネティとの間で激しい論争となった。（これについてはカンスリエによる『象形寓意図の書』の序文で触れられている）
近年のいくつかの研究は、フラメルの残した記録等と、筆跡・文体等について客観的な比較検討を行った結果、ヴィラン師と同様に『象形寓意図の書』は後年の別人の著作であるという結論を示している。たとえば、モントリオール大学で学位をとったクロード･ガニョンは『ニコラ・フラメル探求 ： 付 - 象形寓意図の書（註解版）』のなかで、フラメルの作とされる『象形寓意図の書』が16世紀末～17世紀初めに書かれ、その本当の著者はキリスト教カバラ主義者ギヨーム・ポステル学派のベロアルド･ド・ヴェルヴィルであることを論証している。また『象形寓意図の書』は、元はラテン語で記載されていた著作を、1612年にピエール・アルノーという人物がフランス語へ翻訳し出版したということになっているが、この人物の実在性が乏しく、またラテン語の原本が見つかっていない点も偽書説の根拠となっている。ガニョンは、アルノーがヴェルヴィルの不完全アナグラムによるペンネームであると主張している。

## フィクションへの影響

### 小説
『ハリー・ポッターと賢者の石』の文中には665歳として名前だけ登場する（夫人も登場）。
しかし、作中の名前は「ニコラス・フラメル」となっている。アルバス・ダンブルドアの共同研究者という設定である。
後に、同作品の約65年前の世界である『ファンタスティック・ビーストと黒い魔法使いの誕生』において本格的に登場する。
『アルケミスト：錬金術師ニコラ・フラメル』には準主役として登場する。夫人のペレネルも重要な役割を担っている。

### 漫画
テレビアニメ『魔法少女まどか☆マギカ』の外伝作品で、百年戦争当時のフランスを描いた漫画『魔法少女たると☆マギカ The Legend of "Jeanne d'Arc"』には夫人のペレネルが登場し、タルト（ジャンヌ・ダルク）に協力している。漫画自体ではニコラについては触れられてはいなかったが、その後ゲームアプリ『マギアレコード 魔法少女まどか☆マギカ外伝』においてニコラも登場している。

### ゲーム
『装甲悪鬼村正』には南北朝時代の日本に流れ着いた異人の識者・浦夢として登場する。劇中死に瀕するが、その際に本名を明かした。
（テキスト上は「にこや・ふらめう」と表記されるがボイスでは「ニコラ・フラメル」と発音されている）